# Regina Marunde
Regina Marunde, née le 26 août 1968 à Berlin, est une ancienne coureuse cycliste allemande, spécialiste de VTT cross-country.

## Palmarès en VTT

### Jeux Olympiques
- Atlanta 1996
  - 7e du VTT cross-country

### Championnats du monde
- Sierra Nevada 2000
  - 10e au championnat du monde de cross-country
- Lugano 2003
  - 7e au championnat du monde de cross-country marathon

### Coupe du monde
- Coupe du monde de cross-country
  - 10e en 2000
  - 9e en 2003

### Championnats d'Europe
- 1997
  - 9e du cross-country

### Championnats d'Allemagne
- 1993
  -  Championne d'Allemagne de la descente
- 1994
  - 2e du championnat d'Allemagne de cross-country
- 1996
  -  Championne d'Allemagne de cross-country
- 1997
  -  Championne d'Allemagne de cross-country
- 2000
  - 2e du championnat d'Allemagne de cross-country
- 2002
  - 3e du championnat d'Allemagne de cross-country

### Autre
- 2000
  - 3e de Mont St. Anne - cross-country (coupe du monde)

## Palmarès en cyclo-cross
- 2000
  - 3e du championnat d'Allemagne de cyclo-cross
- 2003
  - 3e du championnat d'Allemagne de cyclo-cross

## Palmarès sur route
- 1995
  - 3e étape du Tour de Bohème
  - 2e du Tour de Bohème
- 1999
  - Main-Spessart Rundfahrt
- 2002
  - 4e étape du Eko Tour